# Kindaichi shōnen no jikenbo
Kindaichi shōnen no jikenbo (金田一少年の事件簿? lett. "I registri dei casi del ragazzo Kindaichi") è un manga giallo pubblicato dal 1992 basato sui crimini risolti da uno studente liceale, Hajime Kindaichi, che si pensa sia il nipote del famoso detective privato Kōsuke Kindaichi dei romanzi di Seishi Yokomizo. È scritto da Yōzaburō Kanari e Seimaru Amagi ed illustrato da Fumiya Satō. Nel 1995, il manga vinse il Kodansha Manga Award nella categoria shōnen. È uno dei primi manga gialli, genere raro nel fumetto giapponese, iniziato prima del più famoso Detective Conan. Seimaru Amagi ha scritto anche una serie di light novel derivata dal manga.
Kindaichi è anche stato adattato per una serie TV anime di 148 episodi fra il 1997 e il 2000 e una seconda serie, intitolata Kindaichi shōnen no jikenbo R (returns), in corso dal 2014, più due film d'animazione, due episodi speciali televisivi e due episodi OAV. Toei Animation si occupa dell'adattamento anime delle serie di Kindaichi. Dalla serie sono state tratte anche quattro serie televisive live action (dorama) fra il 1995 e il 2014, un film live action e sei film per la televisione anch'essi dal vivo. Inoltre, sette videogiochi sono stati tratti dalla serie.

## Genere
I misteri di Kindaichi sono storie "whodunnit" (Who's done it? = Chi l'ha fatto?), ovvero di giallo classico, con caratteristiche da omicidio macabro, a volte con una sfumatura soprannaturale. Sono tipicamente nello stile di John Dickson Carr, e frequentemente sono caratterizzati da casi di omicidio a porte chiuse o crimini apparentemente impossibili, come anche omicidi in cui tutti i sospetti rimasti hanno (apparentemente) degli alibi di ferro.
Una nota peculiarità dei Casi di Kindaichi è che gli assassini non sono rappresentati come psicopatici e gli omicidi non vengono mai commessi solo per questioni finanziarie. Tutti i killer hanno problemi radicati, a volte implicano un grande trauma causato dall'egoismo o l'avarizia di altri come movente per l'omicidio. Perciò spesso sono dipinti come figure simpatiche e comprensive, all'opposto di assassini dalla mente fredda e calcolatrice presenti in altre serie di gialli.

## Media

### Manga
Il manga è iniziato il 28 ottobre 1992 sulla rivista Weekly Shōnen Magazine di Kōdansha, e i capitoli sono raccolti nei volumi tankōbon. L'autore e l'illustratore non sono la stessa persona: è scritto da Yōzaburō Kanari (fino al 2000) e Seimaru Amagi ed illustrato da Fumiya Satō. Il manga si era originariamente concluso nel 2001, ma riprese il 18 agosto 2004 a cadenza irregolare e dal 7 marzo 2012 al 18 ottobre 2017 è stato di nuovo pubblicato regolarmente. È rimasta in corso solo una serie gaiden pubblicata su internet.
Il manga è diviso in serie, cinque di casi lunghi, tre di casi brevi e tre di vario tipo pubblicate su internet, per ognuna delle quali la numerazione dei tankōbon ricomincia da 1.
Le serie di casi lunghi sono formate da casi detti file, indicati con una numerazione continua che prosegue lungo tutte e cinque le serie. Ogni file è formato da un numero variabile di capitoli e la numerazione di questi ultimi ricomincia da 1 per ogni singolo file. Le serie sono:
- File Series (FILEシリーズ?, Fairu Shirīzu): pubblicata su rivista dal 28 ottobre 1992 al 15 novembre 1997[2] e raccolta in 27 volumi tankōbon[6], comprende i primi 19 file. In questa serie i capitoli dello stesso file hanno tutti lo stesso titolo, seguito dal numero del capitolo. Nell'edizione in tankōbon i file possono essere anche a cavallo di due volumi e i volumi non hanno titolo;
- Case Series (Caseシリーズ?, Kēsu Shirīzu): pubblicata su rivista dal 29 gennaio 1998[2][7] al 1º gennaio 2001[2][8] e raccolta in 10 volumi[8], comprende sette casi, indicati come case e numerati da 1 a 7, ma conteggiati in seguito nella numerazione dei file (dal File 20 al File 26). Il File 21 o Case 2 è l'ultimo caso lungo a cui ha lavorato Yōzaburō Kanari, che in seguito sarà presente solo nelle prime due serie di casi brevi. Ogni caso ha capitoli con titoli diversi, preceduti da Dai (第? "N°") e dal numero del capitolo, che come sempre ricomincia da 1 per ogni singolo case; non sono contati il primo e l'ultimo capitolo di ogni caso, definiti rispettivamente Purorōgu (プロローグ? "Prologo") ed Epirōgu (エピローグ? "Epilogo"), ad eccezione dell'ultimo capitolo dell'ultimo caso, chiamato Grand Finale (グランドフィナーレ?, Gurando Fināre, "Gran finale"). Nell'edizione in tankōbon ogni case occupa uno o due volumi per intero e ogni volume ha un titolo preceduto da case e dal numero del caso, da 1 a 7. Quando un case occupa due volumi, essi hanno quindi lo stesso numero dopo la parola case e lo stesso titolo, seguito rispettivamente da Jō (上? "Prima parte") e Ge (下? "Seconda parte"). Nel quarto volume (seconda parte del Case 3) si trova anche una storia della seconda serie della Akechi File Series, con un titolo diverso rispetto alla pubblicazione su rivista e sul volume di tale serie ma con la stessa divisione dei capitoli e lo stesso modo di distinguerli.
- Shinshirīzu (新シリーズ? "Nuova serie"): è la serie pubblicata su rivista a cadenza irregolare dal 18 agosto 2004 all'8 giugno 2011[3] e raccolta in 14 volumi[9], la prima sceneggiata interamente da Seimaru Amagi. Comprende otto file (dal File 27 al File 34)[3] e in più quattro storie brevi non conteggiate nei file e due capitoli autonomi che costituiscono la miniserie Kindaichi shōnen no jikenbo - Chūgakusei hen (金田一少年の事件簿 中学生編? "Kindaichi shōnen no jikenbo - Raccolta dello studente della scuola media")[10]. I capitoli dello stesso file hanno lo stesso titolo seguito da un numero, come nella File Series. I capitoli delle singole storie brevi hanno anch'essi una loro numerazione che ricomincia da 1 e lo stesso titolo seguito dal numero del capitolo, ad eccezione della prima storia breve (alla fine del settimo volume), che ha dopo il titolo le diciture Zenpen (前編? "Prima parte") e Kōhen (後編? "Seconda parte"). Nell'edizione in tankōbon i file possono essere anche a cavallo di due volumi e ogni volume ha un titolo, corrispondente a quello dei capitoli del primo caso presente nel volume. Alcuni volumi possono anche avere lo stesso titolo seguito da "prima parte" e "seconda parte" come nella Case Series, ma i titoli non sono preceduti da Case e da un numero. Le storie brevi si trovano alla fine di alcuni volumi, dopo la fine del file. Il volume 8 è formato interamente da due storie brevi con un titolo, senza contenere capitoli di un file, e porta il titolo della prima di esse. Alla fine dell'undicesimo volume si trovano i due capitoli autonomi.
- Nijū shūnen kinen shirīzu (20周年記念シリーズ? "Serie di commemorazione del ventesimo anniversario"): pubblicata su rivista, di nuovo regolarmente, dal 7 marzo 2012[4] al 17 aprile 2013[11][12] e raccolta in 5 volumi[13], comprende tre file (dal File 35 al File 37) e una storia breve non conteggiata nei file. I capitoli dello stesso file hanno lo stesso titolo seguito da un numero, come nella File Series e nella Shinshirīzu. Anche i capitoli della storia breve hanno lo stesso titolo seguito da un numero, con una loro numerazione che ricomincia da 1. Nell'edizione in tankōbon i file sono a cavallo di due volumi e sulla copertina sono riportati i titoli di entrambi i casi presenti nel volume, tranne per il primo e l'ultimo, che hanno un solo titolo contenendo capitoli di un solo file. La storia breve si trova tra il terzo e il quarto volume, che hanno entrambi sulla copertina il titolo di un file e quello della storia breve.
- Kindaichi shōnen no jikenbo R (returns) (金田一少年の事件簿R（リターンズ）?, Kindaichi shōnen no jikenbo R (ritānzu)): pubblicata su rivista dal 27 novembre 2013[14][15] al 18 ottobre 2017[5] e raccolta in 14 volumi[16], comprende dieci file (dal File 38 al File 47) e tre storie brevi non conteggiate nei file. I capitoli dello stesso file o della stessa storia breve hanno lo stesso titolo seguito dall'indicazione "Capitolo [numero]" (第[numero]話?, Dai [numero] wa). I capitoli delle storie brevi hanno, come quelli dei file, una loro numerazione che ricomincia da 1. Nell'edizione in tankōbon i file sono a cavallo di due volumi, mentre ogni storia breve si trova in un singolo volume insieme a parte di un file, e i volumi non hanno titolo.

Le tre serie di casi brevi sono:
- Akechi File Series (Akechi Fileシリーズ?, Akechi Fairu Shirīzu): è divisa a sua volta in due serie, intitolate rispettivamente Akechi keishi no yūga naru jikenbo (明智警視の優雅なる事件簿? "I registri degli eleganti casi del commissario Akechi"), pubblicata su rivista dal 13 agosto 1997 al 5 aprile 2000 e Akechi shōnen no karei naru jikenbo (明智少年の華麗なる事件簿? "I registri dei magnifici casi del ragazzo Akechi"), pubblicata su rivista dal 15 aprile 1998 al 3 marzo 1999.[17] Ognuna delle due serie è stata poi raccolta in un tankōbon con il suo stesso titolo, prima la seconda serie il 17 febbraio 2000[18] e poi la prima il 17 maggio 2000[19]. I casi pubblicati su rivista sono 4 per la prima serie e 3 per la seconda e hanno ognuno un titolo in giapponese preceduto da FILE e da un numero (da FILE 1 a FILE 4 per la prima serie, da FILE 1 a FILE 3 per la seconda) e un titolo in inglese; i capitoli dello stesso caso hanno i due titoli seguiti da "Parte delle domande" (問題編?, Mondai hen) e "Parte delle risposte" (解決編?, Kaiketsu hen), e i casi che occupano più di due capitoli hanno più capitoli con il nome della stessa parte seguito da un numero che li contraddistingue (ad esempio "Parte delle domande 1", "Parte delle domande 2", "Parte delle risposte 1" e "Parte delle risposte 2"). Ogni serie ha anche una storia aggiuntiva pubblicata solo in tankōbon e denominata SPECIAL STORY, non divisa in capitoli e con un suo titolo in giapponese e uno in inglese, inserita alla fine del volume.
- Short File Series (Short Fileシリーズ?, Shōto Fairu Shirīzu) o Tanpenshū (短編集? "Raccolta di storie brevi"): comprende 17 casi pubblicati su rivista dal 25 giugno 1997 al 9 agosto 2000[20], in parte parallelamente alla File Series e alla Case Series, 7 storie pubblicate solo in tankōbon e 3 storie in forma di light novel, anch'esse pubblicate solo in tankōbon. In più, sono stati inseriti nell'edizione in tankōbon di questa serie tre casi della Akechi File Series, con titoli diversi rispetto alla pubblicazione su rivista e nei volumi di tale serie. La serie è stata raccolta in 6 volumi pubblicati dal 17 novembre 1997[21] al 17 ottobre 2000[22]. I casi pubblicati su rivista, compresi quelli della Akechi File Series, hanno un massimo di cinque capitoli; i capitoli dello stesso caso hanno lo stesso titolo seguito da "Parte delle domande" (問題編?, Mondai hen) e "Parte delle risposte" (解決編?, Kaiketsu hen), e i casi che occupano più di due capitoli hanno più capitoli con il nome della stessa parte seguito da un numero che li contraddistingue (ad esempio "Parte delle domande 1", "Parte delle domande 2", "Parte delle risposte 1" e "Parte delle risposte 2"). Le storie a fumetti pubblicate solo in tankōbon sono molto brevi (al massimo sette pagine) e indicate come Kakioroshi Another Story (描き下ろしアナザーストーリー? "Un'altra storia pubblicata solo su volume"), tranne la seconda del primo volume, indicata come Maboroshi no another story tokubestu shūroku (幻のアナザーストーリーとくべつ特別収録? "Raccolta speciale di un'altra storia di fantasmi"). Le light novel sono invece indicate come Kakioroshi Novels (描き下ろしノベルス? "Romanzi pubblicati solo su volume"). Nell'edizione in tankōbon ogni volume ha un titolo che non corrisponde a quello di nessun caso e contiene più casi, senza che alcuno di essi sia a cavallo di due volumi.
- Akechi keibu no jikenbo (明智警部の事件簿? "I registri dei casi dell'ispettore Akechi"): serie spin-off realizzata da Yūki Satō e non dagli autori originali, indicati solo sotto la voce zensaku (原作? "opera originale"), è stata pubblicata sulla rivista mensile Magazine Special dal 20 maggio 2014[23] al 20 agosto 2016[24][25] e raccolta in 5 volumi[26]. I singoli capitoli sono detti case e hanno una numerazione continua; la maggior parte dei casi sono comunque divisi in più capitoli, e i capitoli dello stesso caso hanno lo stesso titolo, seguito da un numero che ricomincia da 1 per ogni caso e segue quindi una seconda numerazione, oltre a quella continua. Nell'edizione in tankōbon un caso può esser a cavallo di due volumi e i volumi non hanno titolo.

Vi sono poi tre serie pubblicate su internet, formate da più capitoli:
- Takatō shōnen no jikenbo (高遠少年の事件簿? "I registri dei casi del ragazzo Takatō"), in inglese Kindaichi Case Files: Takato's Side, in cinese Gāoyuăn shăonién shìjiàn bù (高遠少年的事件簿, lett. "Il registro dei casi del giovane Takatō"): pubblicata in giapponese, inglese e cinese[27][28][29] sul sito web Manga Box e sull'omonima app dal 4 dicembre 2013[30] al 25 marzo 2014[31] in 16 capitoli[32], che costituiscono un'unica storia. È stata poi pubblicata in un tankōbon cartaceo, uscito il 9 maggio 2014[33], in cui è stata divisa in soli 7 capitoli.
- Kindaichi shōnen no ippaku futsuka shō-ryokō (金田一少年の1泊2日小旅行? "La piccola vacanza di una notte e due giorni del ragazzo Kindaichi"), in inglese Kindaichi Case Files: The Mini-Vacation, in cinese Jīn Tiányī shăonián zhī xiăo lǚxíng (金田一少年之小旅行, lett. "Il piccolo viaggio del giovane Kindaichi"): serie scritta da Seimaru Amagi e Fumiya Satō e disegnata da Awabako, è stata pubblicata in giapponese, inglese e cinese[27][28][29] sul sito web Manga Box e sull'omonima app dal 22 aprile 2014[34] al 6 dicembre 2016[35], ed è stata raccolta in 3 tankōbon cartacei[36]. I singoli capitoli sono detti File e formano un'unica storia.
- Kindaichi shōnen no jikenbo gaiden - Hannin-tachi no jikenbo (金田一少年の事件簿外伝 犯人たちの事件簿? "I registri dei casi del ragazzo Kindaichi, storia alternativa - I registri dei casi dei criminali"): serie realizzata da Shinpei Funatsu, è in pubblicazione sulla app Magazine Pocket dal 5 luglio 2017.[37] La serie è divisa in file numerati, formati da più capitoli; i capitoli dello stesso file hanno lo stesso titolo seguito da un numero.

#### Meitantei Conan & Kindaichi shōnen no jikenbo
Per celebrare il cinquantesimo anniversario delle riviste Weekly Shōnen Sunday e Weekly Shōnen Magazine, le due case editrici, rispettivamente Shogakukan e Kōdansha, hanno collaborato per pubblicare una rivista che raccoglieva capitoli dei due manga gialli Detective Conan (di Weekly Shōnen Sunday) e Kindaichi shōnen no jikenbo (di Weekly Shōnen Magazine). Questa rivista, intitolata Meitantei Conan & Kindaichi shōnen no jikenbo (名探偵コナン & 金田一少年の事件簿?) è stata pubblicata in dodici uscite dal 10 aprile al 25 settembre 2008 a cadenza quindicinale.

### Light novel
Le light novel sono scritte da Seimaru Amagi e illustrate da Fumiya Satō. Tutte le light novel sono state trasposte in anime, tranne l'ultima, pubblicata dopo la conclusione della serie animata.
| N° | Titolo | Data di pubblicazione | ISBN                   |
| -- | --- | --------------------- | ---------------------- |
| 1  | Opera-za kan - Arata naru satsujin (オペラ座館・新たなる殺人? "Teatro dell'opera, il nuovo omicidio") | 22 settembre 1994     | ISBN 978-4-0632-4301-7 |
| 1  | Seguito del primo caso del manga, intitolato Opera-za kan satsujin jiken (オペラ座館殺人事件? "Il caso dell'omicidio del teatro dell'opera"). Da questo romanzo è stato tratto il primo film animato, intitolato semplicemente Kindaichi shōnen no jikenbo. |                       |                        |
| 2  | Yūrei kyakusen satsujin jiken (幽霊客船殺人事件? "Il caso dell'omicidio della nave passeggeri fantasma") | 17 aprile 1995        | ISBN 978-4-0632-4304-8 |
| 2  | Questa light novel è il seguito del caso del manga intitolato Hirenko densetsu satsujin jiken (悲恋湖伝説殺人事件? "Il caso dell'omicidio della leggenda del lago Hiren"), contenuto nel sesto e nel settimo volume. |                       |                        |
| 3  | Dennō sansō satsujin jiken (電脳山荘殺人事件? "Il caso dell'omicidio della casa di montagna con cervello elettronico") | 15 aprile 1996        | ISBN 978-4-0632-4311-6 |
| 4  | Onibijima satsujin jiken (鬼火島殺人事件? "Il caso dell'omicidio dell'Isola del Fuoco Fantasma") | 15 maggio 1997        | ISBN 978-4-0632-4320-8 |
| 5  | Shanhai kyojin densetsu satsujin jiken (上海魚人伝説殺人事件? "Il caso dell'omicidio della leggenda della sirena di Shanghai") | 15 novembre 1997      | ISBN 978-4-0632-4324-6 |
| 5  | Da questa light novel è stato tratto il film live action, intitolato Kindaichi shōnen no jikenbo - Shanhai kyojin densetsu (金田一少年の事件簿 上海魚人伝説? "Kindaichi shōnen no jikenbo - La leggenda della sirena di Shanghai"). |                       |                        |
| 6  | Ikazuchi matsuri satsujin jiken (雷祭殺人事件? "Il caso dell'omicidio del festival del fulmine") | 24 giugno 1998        | ISBN 978-4-0632-4329-1 |
| 6  | Questo volume comprende tre storie: la prima, più lunga e divisa in capitoli, è inedita ed è intitolata Dai ichiwa - Ikazuchi matsuri satsujin jiken (第一話 雷祭殺人事件? "Episodio uno - Il caso dell'omicidio del festival del fulmine"); le altre due sono rispettivamente Dai niwa - Kyōhansha X (第二話 共犯者X?, Dai niwa - Kyōhansha Ekkusu, "Episodio due - Il complice X") e Dai sanwa - Mayoikondekita demon (第三話 迷い込んできた悪魔（デモン）? "Episodio tre - Il demone che ha perso la strada"), già pubblicate all'interno della Short File Series (si veda sotto). |                       |                        |
| 7  | Satsuriku no deep blue - jōkan (殺戮のディープブルー 上巻?, Satsuriku no dīpu burū - jōkan, "Il profondo blu del massacro - volume uno") | 26 luglio 1999        | ISBN 978-4-0632-4336-9 |
| 7  | Da questa light novel e da quella successiva è stato tratto il secondo film animato, intitolato Kindaichi shōnen no jikenbo 2 - Satsuriku no deep blue (金田一少年の事件簿2・殺戮のディープブルー?, Kindaichi shōnen no jikenbo ni - Satsuriku no dīpu burū). Ne sono stati tratti, dopo il film, anche gli episodi da 126 a 130 della prima serie televisiva, in modo più fedele all'originale. |                       |                        |
| 8  | Satsuriku no deep blue - gekan (殺戮のディープブルー 下巻?, Satsuriku no dīpu burū - gekan, "Il profondo blu del massacro - ultimo volume") | 26 luglio 1999        | ISBN 978-4-0632-4337-6 |
| 9  | Jashūkan satsujin jiken (邪宗館殺人事件? "Il caso dell'omicidio della magione dell'eresia") | 20 aprile 2001        | ISBN 978-4-0632-4343-7 |

Esistono inoltre quattro storie brevi:
- Kyōhansha X (共犯者X?, Kyōhansha Ekkusu, "Il complice X"), pubblicata nel primo volume della Short File Series (17 novembre 1997[21]) e poi nel sesto volume della serie di light novel;
- Mayoikondekita demon (迷い込んできた悪魔（デモン）? "Il demone che ha perso la strada"), pubblicata nel secondo volume della Short File Series (17 marzo 1998[49]) e poi nel sesto volume della serie di light novel;
- Kindaichi shōnen no akumu (金田一少年の悪夢? "L'incubo del ragazzo Kindaichi"), pubblicata nel terzo volume della Short File Series (17 agosto 1998[50]);
- Tabi no tochū (旅の途中? "Nel mezzo del viaggio"), pubblicata sul sito di Tantei gakuen Q (altra opera di Seimaru Amagi) e poi in Kindaichi shōnen no zen-jikenbo (金田一少年の全事件簿? "L'intero registro dei casi del ragazzo Kindaichi"), una guida di Kindaichi shōnen no jikenbo pubblicata da Kodansha il 17 marzo 2006[51].

### Anime
Gli anime di Kindaichi shōnen no jikenbo sono prodotti da Toei Animation. La prima serie TV, diretta da Daisuke Nishio, è stata trasmessa da Nippon Television dal 7 aprile 1997 all'11 settembre 2000 e conta 148 episodi più un episodio speciale trasmesso fra l'episodio 23 e l'episodio 24. Un film d'animazione, intitolato semplicemente Kindaichi shōnen no jikenbo, tratto dalla prima light novel, che è il seguito del primo caso del manga, è uscito nei cinema giapponesi il 14 dicembre 1996 ed il secondo film, intitolato Kindaichi shōnen no jikenbo 2 - Satsuriku no deep blue (金田一少年の事件簿2・殺戮のディープブルー?, Kindaichi shōnen no jikenbo ni - Satsuriku no dīpu burū, "Kindaichi shōnen no jikenbo 2 - Il profondo blu del massacro"), è uscito il 21 agosto 1999 ed è tratto dalla settima e dall'ottava light novel, che successivamente sono state di nuovo trasposte, in modo più fedele, negli episodi da 126 a 130 della prima serie televisiva. Due nuovi episodi speciali sono stati trasmessi da Nippon Television rispettivamente il 12 ed il 19 novembre 2007, intitolati rispettivamente Opera-za kan – Saigo no satsujin (オペラ座館・最後の殺人? "Teatro dell'opera - L'ultimo omicidio") e Vanpaia densetsu satsujin jiken (吸血鬼（ヴァンパイア）伝説殺人事件? "Il caso dell'omicidio della leggenda del vampiro") e tratti dai primi tre volumi della "Nuova serie".. Due OAV sono usciti rispettivamente il 17 dicembre 2012 ed il 15 marzo 2013, allegati rispettivamente al terzo ed al quarto volume della "Serie di commemorazione del ventesimo anniversario" e tratti dal volume 9 della "Nuova serie", intitolato Kuromajutsu satsujin jiken (黒魔術殺人事件? "Il caso dell'omicidio della magia nera"). Una seconda serie, intitolata Kindaichi shōnen no jikenbo R (returns) (金田一少年の事件簿Ｒ（リターンズ）?, Kindaichi shōnen no jikenbo R (ritānzu)) e diretta da Yutaka Tsuchida, viene trasmessa dal 5 aprile 2014 sempre su Nippon Television; originariamente interrotta dopo l'episodio 25, trasmesso il 27 settembre 2014, riprenderà con una seconda stagione il 3 ottobre 2015.

#### Doppiatori
Hajime Kindaichi: Taiki Matsuno (Kappei Yamaguchi nel primo film)

Miyuki Nanase: Akiko Nakagawa

Isamu Kenmochi: Jūrōta Kosugi (Isao Natsuyagi nel primo film)

Kengo Akechi: Toshiyuki Morikawa

Reika Hayami: Mayumi Iizuka

Ryūta Saki: Keiichi Nanba

Yōsuke Itsuki: Hiroaki Hirata

Fumi Kindaichi: Haruna Ikezawa

Yōichi Takatō: Ken'ichi Ono

Makoto Makabe: Takumi Yamazaki

Sōta Murakami: Gō Aoba

#### Sigle

##### Prima serie
Sigle di apertura
1. CONFUSED MEMORIES (lett. "Ricordi confusi") di Yūko Tsuburaya (episodi 1-23)
2. meet again (lett. "Incontrare di nuovo") dei Laputa (episodi 24-42)
3. Kimi ga iru kara (君がいるから･･? lett. "Perché ci sei tu...") di Yasutaka Mizushima (episodi 43-69)
4. BRAVE (lett. "Coraggioso") dei GRASS ARCADE (episodi 70-83)
5. Justice〜Future Mystery〜 (lett. "Giustizia - Mistero futuro") di Miru Takayama with TWO-MIX (episodi 84-105)
6. Why? (FUNKY VERSION) (lett. "Perché? (versione funky)") dei COLOR (episodi 106-138)
7. Never Say Why, Never Say No (lett. "Mai dire 'Perché?', mai dire 'No'") dei 566 feat. Sayuri Nakano (episodi 139-148)

Sigle di chiusura
1. Futari (2人? lett. "Due (persone)") di Rie Tomosaka (episodi 1-17)
2. Boo Bee MAGIC (lett. "Magia bu-bi") di Sarina Suzuki (episodi 18-29)
3. Mysterious night (lett. "Notte misteriosa") degli R-ORANGE (episodi 30-42)
4. White page (lett. "Pagina bianca") dei Platinum Peppers Family (episodi 43-62)
5. Jīnzu (ジーンズ? lett. "Jeans") di Ryōko Hirosue (episodi 63-73)
6. Hateshinaku aoi sora o mita (はてしなく青い空を見た? lett. "Ho visto un infinito cielo azzurro") di Yōichirō Kakizaki (episodi 74-87)
7. Believe myself (lett. "Credere in me stesso") dei New Cinema Tokage (episodi 88-98)
8. Sink (lett. "Affondare") dei Plastic Tree (episodi 99-110)
9. Konguracchi (コングラッチェ? lett. "Congratulazioni") dei CASCADE e Masara Nishida (episodi 111-130)
10. Ultra Rider (ウルトライダー?, Urutoraidā, lett. "Ultra-motociclista") dei PENICILLIN e Yasuyuki Honda (episodi 131-147)
11. Kimi ga iru kara (君がいるから･･? lett. "Perché ci sei tu...") di Yasutaka Mizushima (episodio 148)

##### Sigla degli OAV
- Road (lett. "Strada") di Aya Ikeda

##### Seconda serie
Sigle di apertura
1. BRAND NEW STORY (lett. "Storia nuova di zecca") delle Tokyo Performance Doll (episodi 1-14)
2. Yueni, matenrō (故に、摩天楼? lett. "Quindi, grattacielo") dei Mucc (episodi 15-25)
3. Yonjushi (四銃士? lett. "Quattro guerrieri") degli NEWS (episodi 26-?)

Sigle di chiusura
1. Passcode 4854 (パスコード4854?, Pasukōdo yon-hachi-gō-yon, lett. "Codice d'accesso 4854") di Rei Yasuda (episodi 1-14)
2. Start Line (スタートライン?, Sutāto Rain, lett. "Linea di partenza") dei 7!! (episodi 15-25)
3. Hitomi no oku no Milky Way (瞳の奥の銀河?, Hitomi no oku no Mirukī Wei, lett. "La Via Lattea negli occhi") delle Flower (episodi 26-?)

### Videogiochi
Sette videogiochi sono stati tratti da Kindaichi shōnen no jikenbo, tutti pubblicati solo in Giappone. Molti dei doppiatori dei videogiochi differiscono da quelli della serie animata.
| N° | Titolo | Console                   | Data di pubblicazione |
| -- | --- | ------------------------- | --------------------- |
| 1  | Kindaichi shōnen no jikenbo - Hihōtō arata naru sangeki (金田一少年の事件簿 悲報島 新たなる惨劇? "Kindaichi shōnen no jikenbo - L'isola Hihō: La nuova tragedia") | Windows, PlayStation      | 29 novembre 1996      |
| 2  | Kindaichi shōnen no jikenbo - Hoshimitō kanashimi no fukushūki (金田一少年の事件簿 星見島 悲しみの復讐鬼? "Kindaichi shōnen no jikenbo - L'Isola della Vista delle Stelle: Il triste demone della vendetta")                                                         | Sega Saturn (Hudson Soft) | 15 gennaio 1998       |
| 3  | Kindaichi shōnen no jikenbo - Jigoku yūen satsujin jiken (金田一少年の事件簿 地獄遊園殺人事件? "Kindaichi shōnen no jikenbo - Il caso dell'omicidio del parco dell'inferno")                                                                                         | PlayStation               | 26 marzo 1998         |
| 4  | Kindaichi shōnen no jikenbo - Seiryū densetsu satsujin jiken (金田一少年の事件簿 青龍伝説殺人事件? "Kindaichi shōnen no jikenbo - Il caso dell'omicidio della leggenda del drago azzurro")                                                                           | PlayStation               | 5 agosto 1999         |
| 5  | Kindaichi shōnen no jikenbo - Jūnenme no shōtaijō (金田一少年の事件簿 10年目の招待状? "Kindaichi shōnen no jikenbo - L'invito del decimo anno") | Game Boy Color            | 16 dicembre 2000      |
| 6  | Meitantei Konan to Kindaichi shōnen no jikenbo - Meguri au futari no meitantei (名探偵コナン&金田一少年の事件簿 めぐりあう2人の名探偵? "Detective Conan & Kindaichi shōnen no jikenbo - L'incontro casuale di due famosi detective") (crossover con Detective Conan) | Nintendo DS               | 5 febbraio 2009       |
| 7  | Kindaichi Shōnen no jikenbo - Akuma no satsujin kōkai (金田一少年の事件簿 悪魔の殺人航海? "Kindaichi shōnen no jikenbo - La navigazione omicida del diavolo") | Nintendo DS               | 17 settembre 2009     |

### Audiolibri
Kōdansha ha pubblicato due audiolibri (CD book), entrambi trasposti nell'anime. Quasi tutti gli attori dei CD book sono diversi dai doppiatori dell'anime.
1. Kindaichi shōnen no jikenbo - Akuma kumikyoku satsujin jiken (金田一少年の事件簿 悪魔組曲殺人事件? "Kindaichi shōnen no jikenbo - Il caso dell'omicidio della suite del diavolo"), pubblicato il 17 gennaio 1996.[68]
2. Kindaichi shōnen no jikenbo - Shinigami byōin satsujin jiken (金田一少年の事件簿 死神病院殺人事件? "Kindaichi shōnen no jikenbo - Il caso dell'omicidio dell'ospedale del dio della morte"), pubblicato il 21 aprile 1997.[69]

### Live action televisivi
Quattro serie TV live action in forma di dorama sono state tratte da Kindaichi shōnen no jikenbo, trasmesse da Nippon Television rispettivamente nel 1995 (8 episodi), nel 1996 (9 episodi), nel 2001 (9 episodi) e nel 2014 (9 episodi), quest'ultima intitolata Kindaichi shōnen no jikenbo N. Le prime due serie hanno lo stesso cast, le altre due hanno due cast diversi tra loro e da quello delle prime due serie. Inoltre, sono stati prodotti anche sei film per la televisione: due nel 1995 con il cast delle prime due serie, uno nel 2001 con il cast della terza, uno nel 2005 con un cast proprio e due con il cast della quarta serie, rispettivamente nel 2013 e nel 2014.

### Live action cinematografico
Un film live action intitolato Kindaichi shōnen no jikenbo - Shanhai kyojin densetsu (金田一少年の事件簿 上海魚人伝説? "La leggenda della sirena di Shanghai") è uscito nei cinema giapponesi il 13 dicembre 1997, tratto dalla light novel Shanhai kyojin densetsu satsujin jiken (上海魚人伝説殺人事件? "Il caso dell'omicidio della leggenda della sirena di Shanghai"), la quinta della serie. Il regista è Yukihiko Tsutsumi ed il cast è lo stesso delle prime due serie televisive.